# الحرانی
ال هرانی یک منطقهٔ مسکونی در عربستان سعودی است که در استان جازان واقع شده‌است.